# Pirateria nello stretto di Malacca

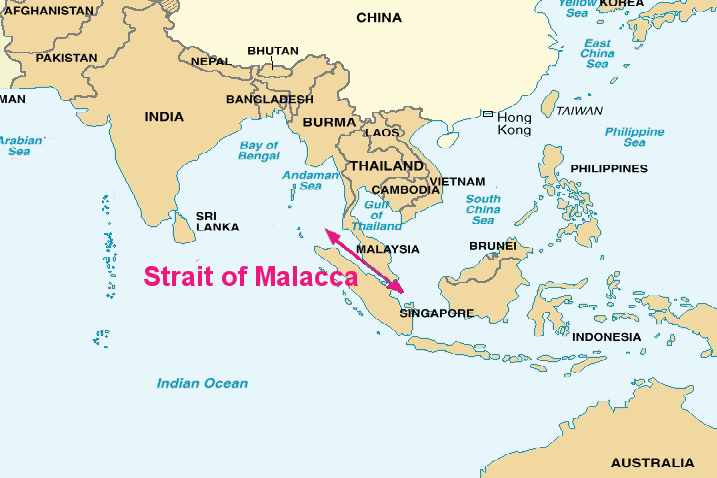
Lo stretto di Malacca

La pirateria nello stretto di Malacca è un fenomeno storico, risalente al XIV secolo e tuttora esistente, che mette a repentaglio il traffico navale mercantile attraverso l'omonimo braccio di mare lungo circa 900 chilometri. In tempi recenti le pattuglie coordinate delle forze dell'ordine di Indonesia, Malaysia e Singapore, insieme all'accresciuta presenza di compagnie di sicurezza privata a bordo delle navi, hanno provocato una netta riduzione della pirateria, secondo quanto riporta l'International Maritime Bureau (IMB).
La geografia dello stretto di Malacca rende la regione particolarmente suscettibile agli atti di pirateria. È un importante passaggio tra Cina e India, da sempre intensamente battuto dalle rotte commerciali. Oggi è luogo di transito delle rotte tra Europa, Canale di Suez, i paesi esportatori di petrolio del Golfo Persico e i porti dell'estremo oriente asiatico. Lo stretto è angusto e contiene migliaia di isole e foci fluviali che ne fanno un luogo ideale perché i pirati possano nascondersi e sfuggire alla cattura.

## Storia

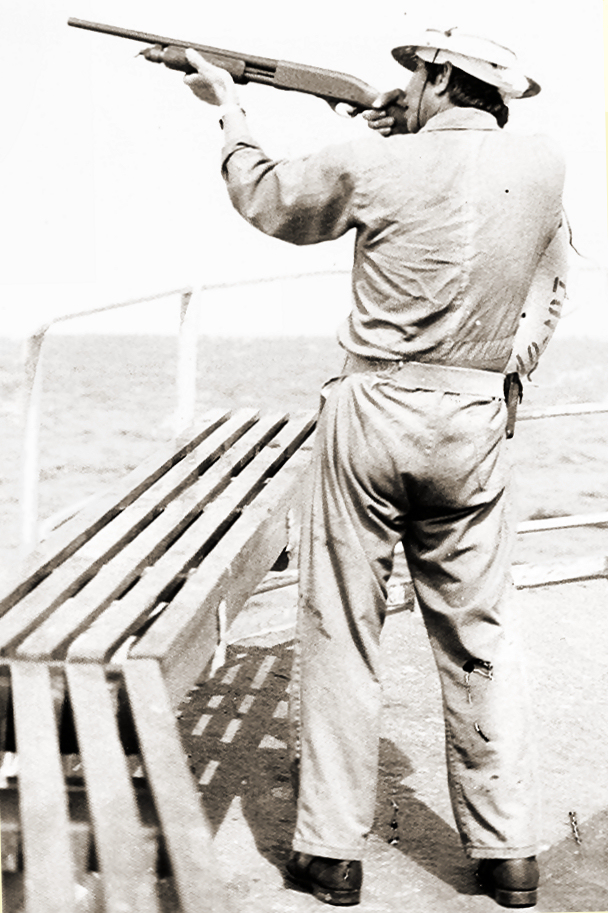
Un marinaio civile statunitense durante l'addestramento contro gli assalti dei pirati, 1984.

Storicamente la pirateria nello stretto di Malacca non era solo un'impresa lucrativa, ma anche un importante strumento politico. I governanti hanno fatto spesso affidamento sui pirati della regione per mantenerne il controllo. Un esempio fu il governo del sultano Parameswara, principe di Palembang nel XIV secolo. Fu attraverso la lealtà al principe delle bande pirata costituite dalla popolazione Orang Laut che Parameswara resistette ai tentativi di espansione dei regnanti vicini e giunse a fondare il Sultanato di Malacca. Tra il XV ed il XIX secolo le acque malesi giocarono un ruolo cruciale nelle lotte per il potere in Indocina. Oltre alle potenze locali, tra gli antagonisti figurarono anche le potenze coloniali del Portogallo, dei Paesi Bassi e dell'Impero Britannico. I fondali dello stretto di Malacca e del Mar Cinese Meridionale sono oggi il cimitero di numerosi relitti di navi perdute per via delle tempeste, degli arrembaggi pirata, delle battaglie e degli errori di navigazione.
È con l'arrivo dei colonizzatori europei, interessati al controllo del commercio delle spezie, tra il XVIII ed il XIX secolo che il fenomeno della pirateria vede un aumento. Secondo Charles Corn, autore di The Scents of Eden: A Narrative of the Spice Trade ("I profumi dell'Eden: Una storia del commercio delle spezie"):
L'aumentato traffico mercantile attraverso lo stretto e la povertà delle popolazioni locali spinsero molte persone a darsi alla pirateria, che a volte assunse anche la forma di una resistenza politica al colonialismo. Gli equipaggi pirata spesso erano composti da gente Lanun, nativa delle zone costiere della regione, ma vi erano anche pirati cinesi Han espulsi dalla Cina della dinastia Qing.
Tra il 1813 e il 1823 la pirateria fu combattuta, con parziale efficacia, dal sultano del Brunei Kanzul Alam e dal capitano britannico Robert C. Graham. Nel 1830, le potenze coloniali inglesi e olandesi presenti nella regione si allearono contro le forze pirata. Tracciarono lungo lo stretto la linea di demarcazione anglo-olandese impegnandosi a combattere la pirateria ciascuno sul proprio lato della linea. Gli aumentati controlli e la superiore tecnologia di navigazione dei mezzi coloniali, unita a migliorate stabilità politica e condizioni economiche, portarono nel giro di circa quarant'anni ad una riduzione del fenomeno piratesco. Grande ruolo nel debellare la minaccia fu quello del Raja Bianco James Brooke. La linea di demarcazione oggi è divenuta il confine marittimo tra Malaysia e Indonesia nello stretto.

## Pirateria contemporanea
L'International Maritime Bureau (IMB) riferisce nel 2006 che gli attacchi pirata nel mondo sono calati per il terzo anno consecutivo. Nel 2006 sono stati registrati 239 arrembaggi, contro il 276 dell'anno precedente. Un andamento analogo si è registrato nello stretto di Malacca, dove gli attacchi sono scesi dai 79 del 2005 ai 50 del 2006. Ciò nonostante, nel 2004 lo stretto era il teatro del 40% degli episodi di pirateria nel mondo. Nell'ottobre 2007 l'IMB riporta che l'Indonesia ha continuato ad essere la nazione più soggetta ad azioni pirata, con 37 attacchi dal gennaio precedente, anche se il dato è in miglioramento se confrontato con gli stessi nove mesi dell'anno precedente.
Oltre a pattuglie navali ed aeree, la lotta alla pirateria richiede un investimento tecnologico. Ad esempio, il report del 2006 dell'IMB riferisce che dal luglio 2004 le navi con stazza superiore alle 500 tonnellate devono dotarsi di sistemi di allarme a bordo che includano sistemi di localizzazione della nave in tempo reale. Inoltre, la federazione degli armatori asiatici (Federation of Asian Shipowners' Associations - Fasa) ha varato un database che fornisce informazioni aggiornate sugli episodi di pirateria conosciuti come parte di un accordo tra 14 diversi stati. Secondo la segreteria permanente del ministero dei trasporti di Singapore:
Episodi di pirateria particolarmente violenti possono assurgere alla ribalta dei mass-media, tuttavia l'impatto economico diretto è limitato se paragonato al volume dei commerci globali dell'area. Generalmente, il bottino dei pirati si limita al contenuto delle stive, a parti delle macchine e al denaro e ai beni personali degli equipaggi. È invece consistente l'impatto indiretto, soprattutto quello dovuto ai costi aggiunti della sicurezza e all'aumento dei premi assicurativi.
Un esempio fu dato dai Lloyds di Londra che, sottolineandone la cattiva reputazione negli anni più recenti, dichiararono lo stretto un'area ad alto rischio aumentando i premi di un ulteriore 1% del valore del carico, decisione rientrata dopo che Singapore e Indonesia misero in campo le loro pattuglie marittime e aeree.
Gli attacchi pirata non hanno fermato le circa 50.000 navi che annualmente solcano le acque dello stretto e che rappresentano il 40% circa del traffico mercantile globale. Lo stretto di Malacca continua ad essere la rotta più importante delle petroliere in viaggio dal Medio Oriente ai mercati dell'Asia orientale.
Secondo l'IMB, la maggioranza dei pirati contemporanei è di origine indonesiana, anche perché la marina indonesiana tra quelle della regione è la meno attrezzata per contrastare la pirateria. I pirati moderni possono ricadere essenzialmente in tre categorie: pirati in cerca di profitto facile, pirati affiliati al crimine organizzato o pirati associati con organizzazioni terroristiche, secessionistiche o politicamente motivate.
I primi sono criminali per opportunità, che cercano bersagli facili, rapinando le navi ed i loro equipaggi. Quelli invece appartenenti a reti organizzate attaccano con maggiore pianificazione e mirano ai grandi cargo e al sequestro degli equipaggi per estorsione. Le organizzazioni pirata legate a gruppi terroristici invece pur avendo un modo di operare simile, compiono le azioni per finanziare le loro attività e per avere visibilità.

### Collaborazione multinazionale
Nel 2004 Indonesia, Malesia e Singapore, le tre nazioni della regione, hanno aumentato gli sforzi per pattugliare lo stretto. Mentre Singapore invoca l'aiuto internazionale, Indonesia e Malesia si oppongono ad un intervento straniero. Il fenomeno è particolarmente acuto in Indonesia, dove nel 2004 si sono verificati 93 dei 325 attacchi registrati nel mondo, contro 9 nelle acque della Malesia e 8 in quelle di Singapore.
Alla pattuglia multinazionale si sono aggiunte nel 2006 la Marina e la Guardia Costiera dell'India. L'India sta anche realizzando una pattuglia di droni per monitorare il Mar delle Andamane, adiacente allo stretto di Malacca.
Dal 2009 la cooperazione intergovernativa ha drasticamente ridotto il fenomeno. Tuttavia, secondo l'esperta di pirateria Catherine Zara Raymond: